# هانيلورة كرافت
هانيلورة كرافت (بالألمانية: Hannelore Kraft) (اسم الولادة Külzhammer، من مواليد 12 يونيو 1961) سياسية ألمانية شغلت منصب رئيسة وزراء ولاية شمال الراين - وستفاليا من عام 2010 حتى عام 2017. وكانت كرافت أول امرأة تشغل منصب رئيس الحكومة في هذه الولاية وكانت ثالث امرأة تتولى رئاسة حكومة ولاية في ألمانيا. بين 1 نوفمبر / تشرين الثاني 2010 و 31 أكتوبر / تشرين الأول 2011 كانت رئيسة البوندسرات، ومرة أخرى أول امرأة تشغل هذا المنصب. وهي القائدة السابقة للحزب الديمقراطي في ولاية شمال الراين-وستفاليا، وخدمت في السلطة التنفيذية الاتحادية في الحزب الديمقراطي الاجتماعي في الفترة من نوفمبر 2009 حتى مايو 2017.

## روابط خارجية
- هانيلورة كرافت على موقع IMDb (الإنجليزية)
- هانيلورة كرافت على موقع مونزينجر (الألمانية)
- الموقع الرسمي
 (بالألمانية)

| المناصب السياسية  | المناصب السياسية                                   | المناصب السياسية |
| ----------------- | -------------------------------------------------- | ---------------- |
| سبقه يورغن روتغرز | رئيسة وزراء ولاية شمال الراين-وستفاليا 2010 — 2017 | تبعه أرمين لاشيت |